# Transneptunske planete
Pod transneptunskim planetama se podrazumeva teorijska pretpostavka postojanja jednog ili više hladnih nebeskih tela koja se nalaze izvan orbite planete Neptuna u odnosu na Sunce. Nazivaju se još i planetama X i smatra se da njihov gravitacioni uticaj dovodi do odstupanja od pravilnih orbita velikih planeta poput Neptuna i Urana.

## Istorijat otkrića

### Otkriće Neptuna
Tokom 1840ih godina francuski matematičar Urban le Verijer je proučavao orbitu Urana preko Njutnove mehanike i pretpostavio je da su odstupanja od pravilne orbite bila uzrokovana gravitacionom silom još neotkrive planete. Le Verijer je pretpostavio položaj te nove planete i poslao je proračune nemačkom astronomu Johanu Galu koji je već noć kasnije 23. septembra 1846. zajedno sa svojim učenikom Hajnrihom Dareom otkrio planetu Neptun, upravo tamo gde je Le Verijer i predvideo. U gasnim orbitama velikih planeta su i posle otkrića Neptuna ostala mala odstupanja, te su dovela do pretpostavki da postoji još jedna planeta iza Neptuna.
Čak i pre otkrića Neptuna, pojedini naučnici su spekulisali da jedna planeta sama nije dovoljna da se pomoću nje objasne sve nepravilnosti orbite, a nakon otkrića osme planete Sunčevog sistema 1846. godine, pretpostavke o postojanju dodatnog tela iza njegove orbite su postale zasnovanije i radilo se na daljim proučavanjima. Istraživanja su se počela sprovoditi sredinom 19. veka, a kulminaciju su dostigla početkom 20. veka kada je Louel Persivel formirao svoju pretpostavku. On je postavio hipotezu da velike razlike u orbitama velikih planeta Neptuna i Urana potiču od dodatne planete iza Neptuna koju je nazvao Planeta X. Pretpostavku je zasnovao na tome da gravitacija velike nevidljive devete planete utiče na Uran u dovoljnoj meri da opravda nepravilnosti koje nastaju.

### Otkriće Plutona
Klajd Tombo je otkrićem Plutona 1930. godine potvrdio Louelovu hipotezu, i Pluton je bio zvanično deveta priznata planeta Sunčevog sistema sve do 2006. godine. Godine 1978. pronađeno je da Pluton ima jako malu silu gravitacije te da u vrlo maloj meri utiče na gasne orbite tih velikih planeta i ovo otkriće je uskoro rezultovalo kratkom potragom za desetom planetom Sunčevog sistema. Istraživanja su uglavnom obustavljena ranih 1990ih, kada je objavljena jedna studija merenja koju je izvršila letelica Vojažer 2 (Voyager 2) u kojoj se navodi da nepravilnosti primećene u Uranovoj orbiti potiču od precenjene Neptunove mase. Nakon 1992. godine, istraživanja mnogobrojnih malih ledenih objekata, sa sličnim ili čak širim orbitama od Plutonove, dovela su do otvorenog pitanja. Postavilo se pitanje da li je ispravno Pluton smatrati planetom ili ga uključiti u posebnu klasifikaciju kao što je urađeno sa asteroidima u njegovoj okolini. Iako su više nebeskih tela iz te grupe asteroida najpre označeni kao planete, 2006. godine je Međunarodna astronomska unija je reklasifikovala Pluton i njegove susede u patuljaste planete, ostavljajući samo osam pravih planeta u Sunčevom sistemu.

## Koncept planete X
Danas se astronomi širom sveta uglavnom slažu sa činjenicom da planeta X, u suprotnosti sa prvobitnim pretpostavkama, ipak ne postoji, međutim koncept o planeti X su oživeli brojni astronomi kako bi objasnili razne druge anomalije u spoljašnjosti Sunčevog sistema. U popularnoj kulturi, čak i kod pojedinih astronoma „planeta X“ je postala izraz za bilo koju neotkrivenu planetu van Sunčevog sistema, bez obzira na Louelovu hipotezu i njeno poreklo nastajanja.
U martu 2014, zapažanja sa teleskopom Vajs (WISE) potvrdila su nagađanja da su mase velikih planeta precenjene i isključila mogućnost da su prečnici Saturna 10.000 astronomskih jedinica (AJ), a Jupitera preko 26.000 AJ, te se potvrdilo da neke od nepravilnosti potiču od greške precenjenih masa.
Formirani su koncepti i o postojanju drugih trans-neptunskih objekata, planeta u Sunčevom sistemu koje kruže oko Sunca ali na većoj udaljenosti od Neptuna. Prvi takav objekat bio je patuljasta planeta Pluton, a danas ih je poznato preko 1.200 među kojima su najveći Erida, Pluton, Makemake i Haumea. Pretpostavke o drugim Trans-neptunskim objektima su zasnovane na različitim dokazima.

## Spoljašnje veze
- (језик: енглески) New Planet Found in Our Solar System? (Pronađena nova planeta u našem Sunčevom sistemu?)
- (језик: енглески) 'At least two more planets' beyond Pluto, scientists say[мртва веза] ("Najmanje još dve planete" iza Plutona, kažu naučnici)
- (језик: енглески) At Least Two More Planets May Exist Beyond Pluto Архивирано на веб-сајту  (20. јануар 2015) (Najmanje još dve planete postoje iza Plutona)